# Мрчево (Дубровник)
Мрчево је насељено место у саставу града Дубровника, Дубровачко-неретванска жупанија, Република Хрватска.

## Историја
До територијалне реорганизације у Хрватској налазило се у саставу старе општине Дубровник.

## Становништво
На попису становништва 2011. године, Мрчево је имало 90 становника.
| Број становника по пописима | Број становника по пописима | Број становника по пописима | Број становника по пописима | Број становника по пописима | Број становника по пописима | Број становника по пописима | Број становника по пописима | Број становника по пописима | Број становника по пописима | Број становника по пописима | Број становника по пописима | Број становника по пописима | Број становника по пописима | Број становника по пописима | Број становника по пописима |
| --------------------------- | --------------------------- | --------------------------- | --------------------------- | --------------------------- | --------------------------- | --------------------------- | --------------------------- | --------------------------- | --------------------------- | --------------------------- | --------------------------- | --------------------------- | --------------------------- | --------------------------- | --------------------------- |
| 1857                        | 1869                        | 1880                        | 1890                        | 1900                        | 1910                        | 1921                        | 1931                        | 1948                        | 1953                        | 1961                        | 1971                        | 1981                        | 1991                        | 2001                        | 2011                        |
| 204                         | 198                         | 219                         | 232                         | 236                         | 199                         | 165                         | 182                         | 178                         | 183                         | 175                         | 180                         | 156                         | 137                         | 107                         | 90                          |

### Попис1991.
На попису становништва 1991. године, насељено место Мрчево је имало 137 становника, следећег националног састава:
| Попис 1991.‍ | Попис 1991.‍ | Попис 1991.‍ | Попис 1991.‍ | Попис 1991.‍ |
| ----------- | ----------- | ----------- | ----------- | ----------- |
|             |             |             |             |             |
| Хрвати      | Хрвати      |             | 136         | 99,27%      |
| Црногорци   | Црногорци   |             | 1           | 0,72%       |
| укупно: 137 |             |             |             |             |